# Ark Royal (1587)
HMS Ark Royal fue un galeón inglés, originalmente construido para Walter Raleigh y posteriormente adquirido por la Corona británica para su servicio en la Marina Real Británica. Fue usado como buque insignia en varios enfrentamientos navales, incluyendo la derrota de la Armada Invencible, y su carrera se prolongó durante 50 años. 

## Construcción
El Ark Royal fue construido por R.Chapman, de Deptford, por encargo de Raleigh. El barco se llamaría Ark, que devino en Ark Raleigh, siguiendo la costumbre de la época de bautizar la nave con el nombre de su propietario. La Corona británica, en la persona de Isabel I la compró en enero de 1587 por la suma de 5.000 libras esterlinas. A partir de entonces sería renombrado como Ark Royal.  Su nuevo comandante, Charles Howard, lo describiría como "dinero bien pagado".

## Servicio
La primera acción militar en la que intervino fue durante el enfrentamiento contra la Armada Invencible en 1588, como buque insignia de la flota inglesa, capitaneada por Howard. Tras la derrota de la armada española, el Ark Royal fue destinado al servicio en el mar del Norte.
En 1596 sirvió en el ataque contra Cádiz dirigido por Robert Devereux, II conde de Essex, en el que fue destruida gran parte de la flota española.
Cuando Jacobo I ascendió al trono de Inglaterra el Ark Royal fue rebautizado como Anne Royal, en honor de la esposa del rey, Ana de Dinamarca. Fue reconstruido en los astilleros de Woolwich en 1608 por Phineas Pett I como una nave de 42 cañones. Bajo este nuevo nombre participó en la expedición de Cádiz que en 1625 llevó a cabo un ataque fallido a la ciudad de Cádiz bajo el mando de Edward Cecil.

## Hundimiento
Permaneció en servicio hasta abril de 1636, cuando bajo el mando de John Pennington, saliendo del río Medway, golpeó los bajos contra su propia ancla, hundiéndose en el río. Fue reflotado por un coste mayor que su precio original, pero los daños sufridos por la nave eran demasiado grandes como para ser restaurado, y fue desguazado en 1638.

## Curiosidad
Desde que el HMS Ark Royal participara en la derrota de la Armada Invencible se ha renombrado con este glorioso nombre a otros 4 navíos de la Marina Británica el  HMS Ark Royal botado en 1914, el HMS Ark Royal (91) botado en 1938, el HMS Ark Royal (R09) botado en 1950 y el HMS Ark Royal (R07) botado en 1978.
- Datos: Q671748
- Multimedia: Ark Royal (ship, 1587) / Q671748